# Ósemka (wspinaczka)

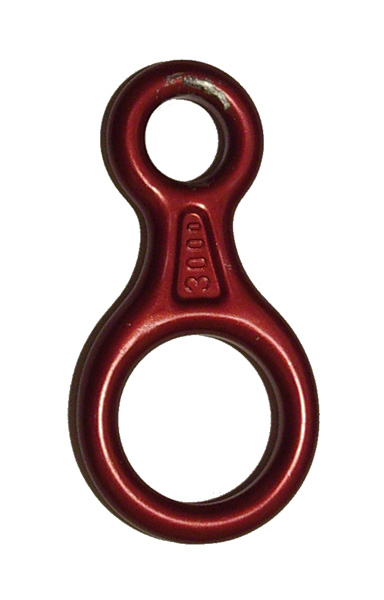
Ósemka

Ósemka - urządzenie do asekuracji w czasie wspinaczki o kształcie ósemki - dwa metalowe pierścienie. Przeznaczone do kontrolowanego zjazdu na linie przy współpracy z karabinkiem. Istnieją zarówno ósemki o klasycznym kształcie jak i bardziej kanciastym (np. Huit Petzla). 
Aktualnie nie zaleca się stosowania ósemki jako głównego przyrządu asekuracyjnego z uwagi na jej tendencje do skręcania liny.

## Zasada użycia
Wpinamy ósemkę za duże ucho do karabinka transportowego. Zakładając zjazd - przekładamy linę przez duże ucho i wypinając karabinek z dużego ucha wpinamy od razu w ucho małe. Po zakończeniu zjazdu wypinamy karabinek z małego ucha i wpinamy od razu do dużego.

## Sposób wpięcia liny w przyrząd

### Klasyczna ósemka
Linę przekładamy przez duże ucho przyrządu, następnie nad małym uchem (na drugą stronę) i zabezpieczamy wpinając karabinek w małe ucho ósemki.
Jest to klasyczne, prawidłowe wykorzystanie ósemki, zapewniające maksymalną siłę hamującą.

### Szybka ósemka
Linę przekładamy przez duże ucho przyrządu, następnie wpinamy karabinek przez małe ucho i oczko powstałe z liny.
Sposób ten zapewnia mniejszą siłę hamowania niż klasyczna ósemka i zaleca się stosowanie go jedynie gdy asekurujemy osoby dużo lżejsze od nas (np. dzieci).

### Ósemka jakopłytka Stichta
Linę przekładamy jedynie przez małe ucho przyrządu, a następnie zabezpieczamy karabinkiem (z pominięciem dużego ucha). 
Ósemka zamontowana w ten sposób działa podobnie do płytki Stichta.